# Лохман Ігор Вікторович
Ігор Вікторович Лохман (нар. 6 травня 1976, м. Яготин, Київська область) — голови правління ПАТ «Укртрансгаз» з 14 квітня 2014.

## Освіта
В 1998 році закінчив Івано-Франківський державний технічний університет нафти і газу (спеціальність «Проектування, спорудження та експлуатація газонафтопроводів і газонафтосховищ»).

## Кар'єра
В газовій промисловості працює 17 років, пройшов професійний шлях від машиніста технологічних процесів у Яготинському ЛВУ УМГ «Київтрансгаз» до головного інженера ПАТ «Укртрансгаз».
Лохман І. В. брав активну участь у розробці концепцій підвищення енергоефективності роботи газотранспортної системи (ГТС) України, численних програм реконструкції та модернізації ГТС, підготовці ряду законопроектів.
За безпосередньої участі Ігоря Вікторовича розроблено низку прогресивних технологій ремонту газопроводів світового рівня, спрямованих на підвищення надійності поставок газу, які захищені численними патентами України на винаходи і на корисні моделі.
Автор 12 наукових праць, присвячених проблемам трубопровідного транспорту, таких як впровадження системи управління цілісністю магістральних газопроводів; оцінка залишкового ресурсу магістрального газопроводу, ушкодженого стрес-корозією; діагностика трубопроводів, опублікованих у вітчизняних та зарубіжних науково-технічних журналах.
Під його керівництвом в Укртрансгазі проведено сертифікацію за міжнародною системою OCSAS, Компанія отримала сертифікацію з енергоменеджменту згідно з міжнародними стандартами ISO 50001:2011, розробила та розпочала реалізацію програми з реконструкції газорозподільних станцій.

## Сім'я
Одружений, виховує сина та доньку.

## Нагороди
Має відзнаки НАК «Нафтогаз України» та Міністерства енергетики та вугільної промисловості.
Лауреат Державної премії України в галузі науки і техніки 2012 року